# Centrais Telefônicas de Ribeirão Preto
Centrais Telefônicas de Ribeirão Preto (CETERP) foi a empresa operadora de telefonia associada ao sistema Telebras nos municípios de Ribeirão Preto e Guatapará, interior de São Paulo, até o processo de privatização em dezembro de 2000.

## Origem

### Antecessoras
O sistema telefônico da cidade de Ribeirão Preto foi inaugurado em 1898 e teve vários proprietários, entre eles a Empresa Telefônica de Ribeirão Preto, que foi adquirida em 1928 pela Companhia Telefônica Brasileira, até que em 4 de novembro de 1938 foi entregue a Prefeitura Municipal.
A central telefônica era manual, possuindo ao todo 1.380 terminais, sendo 700 terminais Ericsson (inaugurados entre 1898 e 1916) e 680 terminais Kellog (inaugurados entre 1918 e 1944).
O primeiro serviço de telefones automáticos da cidade foi inaugurado em 29 de maio de 1953, quando são colocados em serviço 2.500 terminais AGF Ericsson do tipo passo-à-passo (step-by-step), desativando a central manual. Em 1956 são instalados mais 2.000 terminais AGF Ericsson.
Em 21 de outubro de 1960 é criado o DAET - Departamento de Águas, Esgotos e Telefones, que absorveu os serviços telefônicos municipais. Já no período de 1961 à 1965 são instalados 3.500 terminais Pentaconta Standard Electrica do tipo barras-cruzadas (crossbar).

### Criação da Ceterp
A CETERP foi criada pelo prefeito Dr. Antônio Duarte Nogueira, através da Lei nº 2.205 de 11 de abril de 1969, cujo artigo inicial declarava:
| “ | Art. 1° - Fica criada a Centrais Telefônicas de Ribeirão Preto - CETERP - com a natureza jurídica de empresa pública, em virtude do desmembramento do serviço telefônico da entidade autárquica Departamento de Águas, Esgotos e Telefones - DAET | ” |

Pela Lei Ordinária nº 2.599 de 01 de março de 1972 a CETERP foi transformada em sociedade por ações.

## Expansão
Em 1973 a CETERP já havia traçado um plano para expansão regional. Ao mesmo tempo, a política do Ministério das Comunicações era a de unificação do sistema de telefonia estadual, na qual a CETERP deveria ser incorporada à Telecomunicações de São Paulo (TELESP). Só que ambas as intenções nunca se concretizaram.

## Estrutura operacional

### Sede administrativa

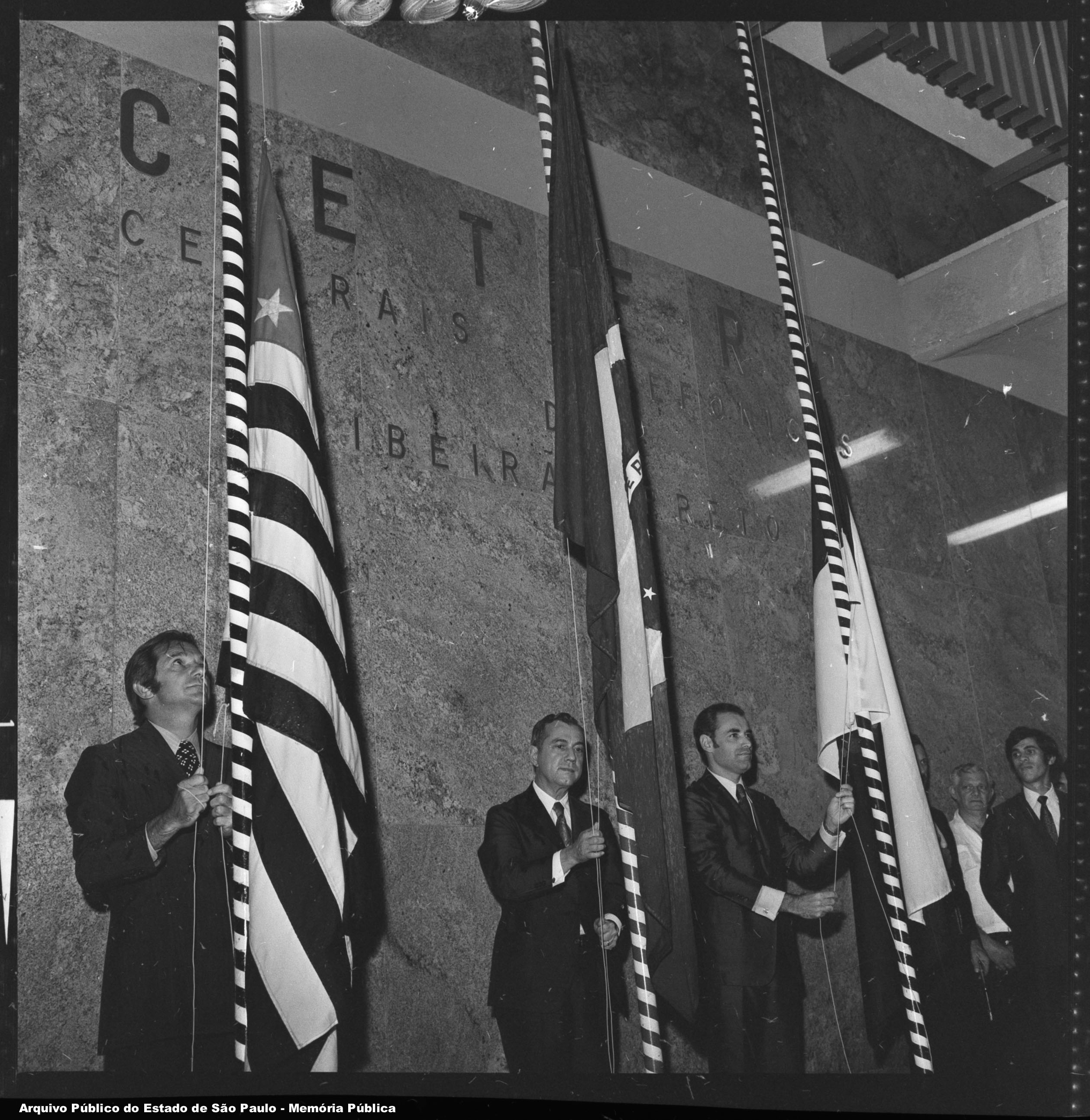
Inauguração do edifício-sede da CETERP (1973).

Sua primeira sede administrativa ficava na Rua Álvares Cabral, 629 - Centro - Ribeirão Preto. Em 1970 teve início a construção do novo edifício sede da CETERP, na Rua Américo Brasiliense, 400 - Centro - Ribeirão Preto, sendo inaugurado em 1973.
Com isso o prédio da primeira sede administrativa foi devolvido à prefeitura.

## Serviços

### Telefonia fixa
Principais serviços prestados:
- Ligações locais, ligações interurbanas através de Discagem Direta a Distância (DDD) e ligações internacionais através de Discagem Direta Internacional (DDI)
- Discagem Direta a Ramal (DDR): serviço que atendia condomínios e empresas de maior porte
- Discagem Direta a Cobrar (DDC): serviço implantado na década de 80
- Discagem Direta Gratuita (DDG): serviço 0800, implantado na década de 90
- Facilidades das Centrais CPA: implantadas gradativamente a partir de 1988, oferecendo ao usuário novas facilidades de serviço telefônico até então inéditas, como atendimento simultâneo, bloqueador de chamadas, teleconferência, discagem abreviada, transferência de chamadas, serviço não perturbe, entre outros

### Telefones públicos
Os telefones públicos disponibilizados pela CETERP eram os conhecidos orelhões, sendo que o primeiro telefone público foi instalado em 1970 em um estabelecimento comercial.

### Telefonia celular
O sistema de telefonia celular, que foi inaugurado em janeiro de 1994, já contava com 43 mil terminais em 1996, sendo até dezembro de 1997 ampliado para 57 mil terminais.
A CETERP expandiu-se de forma exemplar dentro do sistema de telefonia móvel, com muitos usuários de outras cidades vindo comprar linhas celulares em Ribeirão Preto para utilização em seus negócios. Nesse período a empresa ganhou notoriedade e visibilidade nacional.
A sustentabilidade do negócio, entretanto, passou a ser questionada dado o limitado alcance e pequena base de clientes da operadora, que não permitiam a longo prazo o fluxo de recursos necessários para os fortes investimentos demandados pelas empresas do setor nos anos seguintes.

### Internet
- Internet discada
- Serviços de comunicação de dados

## Listas telefônicas

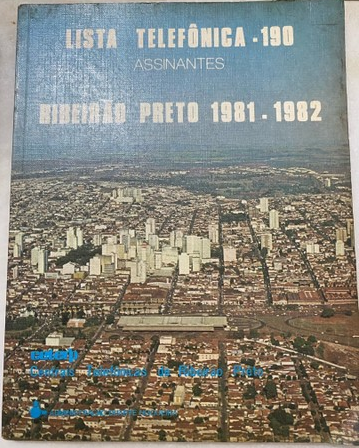
Lista Telefônica Ceterp 190.

A lista telefônica oficial da CETERP era a Lista 190-Ribeirão Preto (Assinantes, Endereços e Classificados), que foi publicada até a edição 1978 pela Coderp, uma empresa pública da própria cidade. 
Após um período sem publicação, foi realizada uma concorrência pública no ano de 1981, e a lista passou a ser publicada pela Editora LTN - Lista Telefônica Nacional (atual EPIL).
Em 1990 ela passou a ser diferenciada das demais listas telefônicas existentes no país, pois incluía a lista ordenada pelo número dos telefones.

## Terminais telefônicos
No primeiro plano de expansão em 1973 a CETERP ampliou de 8 mil para 16 mil a quantidade de terminais telefônicos na cidade. Em 1978 foram instalados mais 4 mil terminais, totalizando 20 mil terminais. Em 1979 com mais 16 mil telefones instalados, a cidade passou a contar com 36 mil terminais telefônicos.
Entre 1981 e 1982, além de Ribeirão Preto foram contemplados com terminais telefônicos os distritos de Bonfim Paulista e Guatapará. Nessa época a cidade contava com mais de 50 mil terminais instalados.
Após o processo de abertura de capital a partir de 1995 pelo ex-prefeito Antonio Palocci, a empresa ampliou exponencialmente sua rede física, tornando a telefonia um serviço acessível também às classes sociais menos favorecidas - evento só observado no restante do estado de São Paulo a partir de 1996.
Em 1997 eram 160 mil telefones fixos instalados, sendo 150 mil em serviço, o que a colocava em primeiro lugar no índice de telefones instalados por grupo de 100 habitantes.

## Centrais telefônicas

### Centrais automáticas

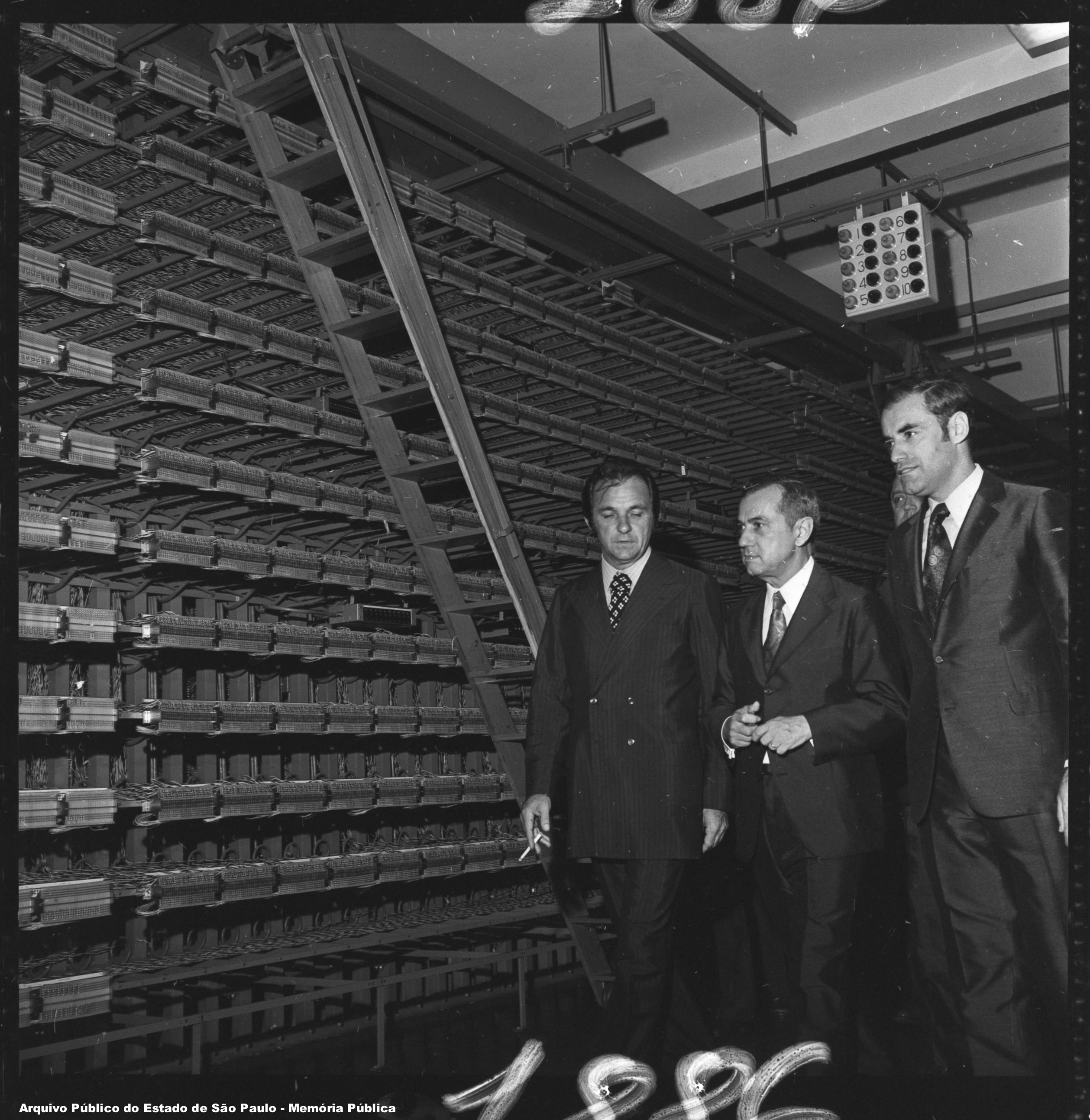
Nova central telefônica de Ribeirão Preto (1973).

Os sistemas de telefones automáticos que a CETERP operava no início (AGF-500 Ericsson e Pentaconta SESA), além de instalados em épocas distintas eram completamente diferentes.
Por isso em 1970 a CETERP iniciou a construção de novo prédio (centro telefônico Norte), para serem instaladas duas novas centrais automáticas (prefixos "25" e "34") com 16 mil terminais crossbar Pentaconta PC-1000 (SESA/ITT), inauguradas em março de 1973 e integradas ao DDD.
Os antigos terminais foram desativados, pois o tipo de sinalização empregado no sistema teria que sofrer adaptações para tornar-se compatível com a Estação Trânsito da Embratel em instalação.
No final dos anos 70 foram inauguradas mais duas centrais, uma em fevereiro de 1979 (prefixo "36") no centro telefônico Norte e a outra em junho de 1979 (prefixo "24"), mas instalada em novo prédio (centro telefônico Leste), havendo o primeiro corte de área da cidade.
Após a alteração do código de área (DDD) em 1980 foram inauguradas uma central em julho de 1981 no centro telefônico Norte (prefixo "635") e outra em maio de 1982 (prefixo "626"), sendo esta instalada em novo prédio (centro telefônico Nordeste). No mesmo período foram inauguradas as centrais telefônicas dos distritos de Bonfim Paulista (prefixo "672") e Guatapará (prefixo "673").
Em fevereiro de 1988 foi inaugurada a primeira CPA (central controlada por programa armazenado) da cidade (prefixo "623"), sendo para isto construído mais um prédio (centro telefônico Sul).
Na década de 90 houve uma grande ampliação no sistema telefônico de Ribeirão Preto, onde foram inaugurados centros telefônicos em todas as regiões da cidade, entre eles:
- centro telefônico Oeste (prefixo "633")[34]
- centro telefônico Sudoeste (prefixo "637")[37]
- centro telefônico Lagoinha (prefixo "629")[38]

## Numeração telefônica
Até o início de 1973 os telefones de Ribeirão Preto não possuíam prefixo telefônico, quando foi inaugurado o novo sistema de telefones automáticos da cidade, onde as centrais da CETERP passaram a utilizar prefixos de dois dígitos, tendo em vista a realidade da implantação do DDD na cidade.
Após a alteração do código de área de Ribeirão Preto de (0166) para (016) em 1980, os prefixos das centrais telefônicas existentes até então passaram a ser de três dígitos ("624", "625", "634" e "636"), com a CETERP utilizando esse formato nas novas centrais de telefonia fixa que iam sendo inauguradas até o início dos anos 2000.
Quando a operação foi adquirida pela Telefônica, esta empresa passou a instalar novas centrais com prefixos de quatro dígitos iniciados por "39", sendo que o prefixo 3941 e os prefixos iniciados por 390, 391, 393, 396, 397 e 399 são todos pertencentes a área local composta pelas cidades de Ribeirão Preto e Guatapará, incluindo o distrito de Bonfim Paulista, nos quais a CETERP prestava seus serviços de telefonia, a exemplo do que ocorreu nas cidades e distritos da área terciária (166), que antes da privatização faziam parte da concessão da Telecomunicações de São Paulo.
Em maio de 2000, os celulares da CETERP Celular passaram de sete para oito dígitos, sendo que em 2013 os mesmos alterados para a numeração de nove dígitos, assim como os outros números da telefonia móvel no interior e no litoral do estado de São Paulo.
Em 2005 os prefixos dos telefones fixos da cidade de Ribeirão Preto que eram iniciados pelo dígito 6 tiveram o acréscimo do dígito 3, permanecendo assim até os dias atuais.

## Sistemas DDD/DDI

### Áreas terciárias e de tarifação
Ribeirão Preto e Guatapará faziam parte da área terciária e de tarifação (166), que tinha como centro de área a própria cidade de Ribeirão Preto. Apesar das áreas terciárias do sistema de numeração não existirem mais, as áreas de tarifação (equivalente as áreas terciárias, sendo a principal referência no sistema de chamadas interurbanas) permanecem as mesmas até os dias atuais.

### Implantação
Em março de 1973 foi inaugurado em Ribeirão Preto o sistema de Discagem Direta à Distância (DDD) com o código de área (0166) - mas somente de entrada, e em junho de 1973 o DDD de saída.. Em julho de 1980 o código de área foi alterado para (016).
Já o sistema de Discagem Direta Internacional (DDI) foi inaugurado na cidade no ano de 1976.

## Área de cobertura
| Central telefônica  | Prefixo antigo | Prefixo atual |
| ------------------- | -------------- | ------------- |
| Norte               | 625            | 3625          |
| Norte               | 634            | desativada    |
| Norte               | 636            | 3636          |
| Norte               | 635            | 3635          |
| Norte               | 632            | 3632          |
| Norte               | 610            | 3610          |
| Norte               | 612            | 3612          |
| Leste               | 624            | 3624          |
| Leste               | 627            | 3627          |
| Leste               | 618            | 3618          |
| Nordeste            | 626            | 3626          |
| Nordeste            | 628            | 3628          |
| Nordeste            | 615            | 3615          |
| Sul                 | 623            | 3623          |
| Sul                 | 620            | 3620          |
| Oeste               | 633            | 3633          |
| Oeste               | 630            | 3630          |
| Oeste               | 607            | 3607          |
| Sudoeste            | 637            | 3637          |
| Quintino Facci      | 638            | 3638          |
| Andorinhas          | 639            | 3639          |
| Geraldo de Carvalho | 622            | 3622          |
| Lagoinha            | 629            | 3629          |
| Lagoinha            | 617            | 3617          |
| D'Elboux            | 621            | 3621          |
| DDR                 | 601            | 3601          |
| DDR                 | 602            | 3602          |
| DDR                 | 603            | 3603          |
| DDR                 | 604            | 3604          |
| DDR                 | 605            | 3605          |
| DDR                 | 606            | desativada    |
| DDR                 | 611            | 3611          |
| DDR                 | 614            | desativada    |
| Bonfim Paulista     | 672            | 3972          |
| Guatapará           | 673            | 3973          |
| Ceterp Celular      | 961            | 99961         |
| Ceterp Celular      | 962            | 99962         |
| Ceterp Celular      | 963            | 99963         |
| Ceterp Celular      | 964            | 99964         |
| Ceterp Celular      | 975            | 99975         |
| Ceterp Celular      | 991            | 99991         |
| Ceterp Celular      | 992            | 99992         |
| Ceterp Celular      | 993            | 99993         |
| Ceterp Celular      | 994            | 99994         |

## Fim da empresa
Em 22 de dezembro de 1999 a Prefeitura Municipal de Ribeirão Preto decidiu privatizar a empresa, e leiloou publicamente 51% das ações com direito a voto e 36% do capital acionário total da CETERP. A Telefónica (atual Vivo), controladora da antiga TELESP, foi a vencedora do processo e incorporou a CETERP em 27 de dezembro de 2000.
Em 21 de julho de 2000 a CETERP Celular, parte responsável pela telefonia móvel, transferiu sua administração à Telesp Celular (atual Vivo).
Em 2017 a Câmara Municipal de Ribeirão Preto constituiu uma comissão especial de estudos para analisar a situação dos prédios que pertenciam à CETERP e que na época eram objetos de uma ação judicial.